# Сидьяй
Сидья́й (фр. Sidiailles) — коммуна во Франции, находится в регионе Центр. Департамент — Шер. Входит в состав кантона Шатомейан. Округ коммуны — Сент-Аман-Монтрон.
Код INSEE коммуны — 18252.

## География
Коммуна расположена приблизительно в 270 км к югу от Парижа, в 160 км южнее Орлеана, в 65 км к югу от Буржа.
По территории коммуны протекают река Арнон и её приток — река Жуайёз.

## Население
Население коммуны на 2008 год составляло 304 человека.
| 1962 | 1968 | 1975 | 1982 | 1990 | 1999 | 2008 |
| ---- | ---- | ---- | ---- | ---- | ---- | ---- |
| 561  | 584  | 563  | 487  | 375  | 331  | 304  |

## Администрация
| Период | Период | Фамилия      | Партия        | Примечания |
| ------ | ------ | ------------ | ------------- | ---------- |
| 2001   | 2008   | Морис Ривьер |               |            |
| 2008   | 2014   | Сильви Дерио | Разные правые |            |

## Экономика
Основу экономики составляют лесное и сельское хозяйство.
В 2007 году среди 176 человек в трудоспособном возрасте (15-64 лет) 93 были экономически активными, 83 — неактивными (показатель активности — 52,8 %, в 1999 году было 58,4 %). Из 93 активных работали 84 человека (55 мужчин и 29 женщин), безработных было 9 (6 мужчин и 3 женщины). Среди 83 неактивных 13 человек были учениками или студентами, 34 — пенсионерами, 36 были неактивными по другим причинам.

## Достопримечательности
- Церковь Святых Петра и Павла (XII век)
  - Бронзовый колокол (1239 год). Высота — 68 см, диаметр — 80 см. Исторический памятник с 1891 года[3]
- Руины аббатства ордена цистерцианцев (XII век)

## Фотогалерея

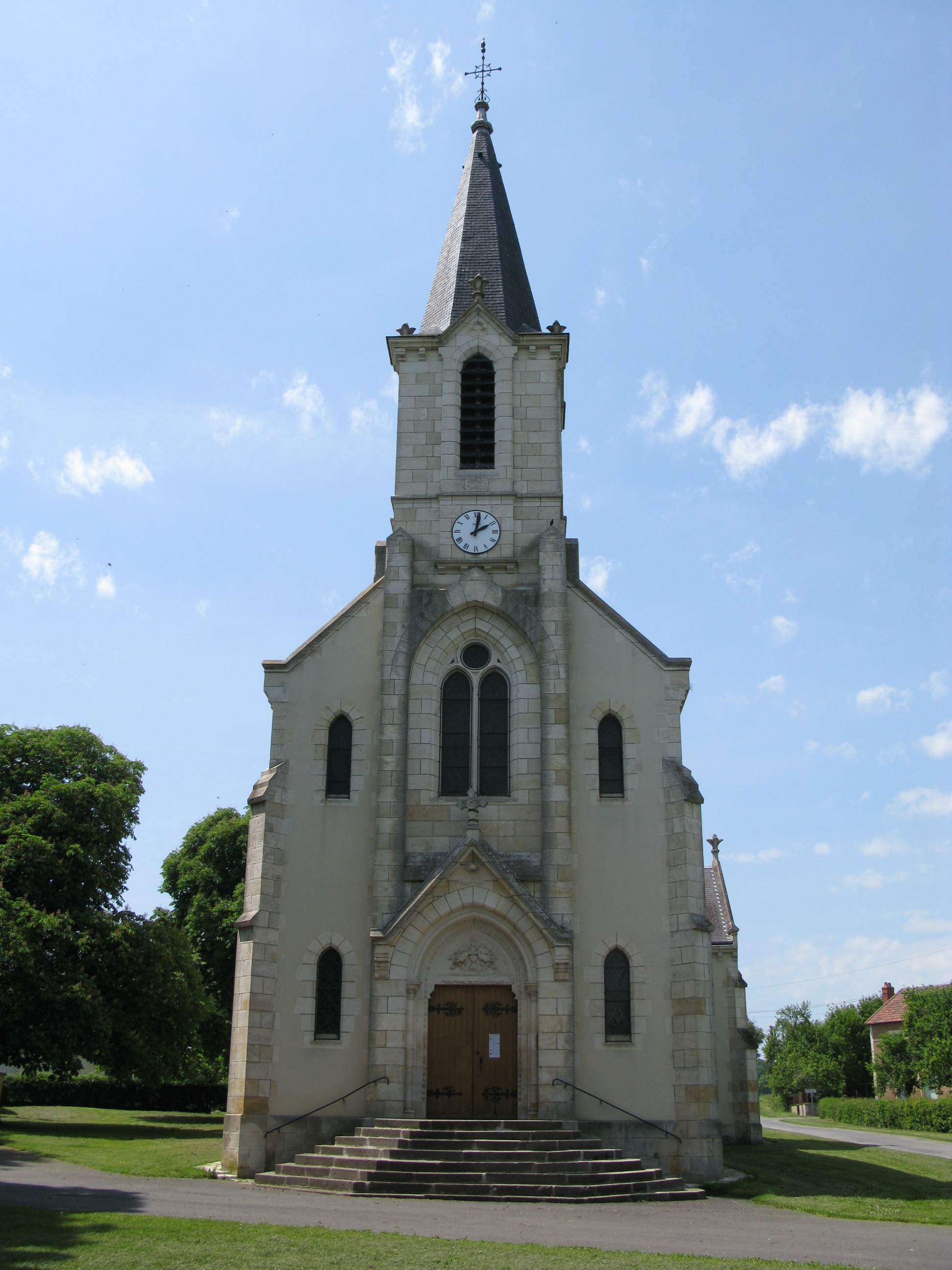
Церковь Святых Петра и Павла
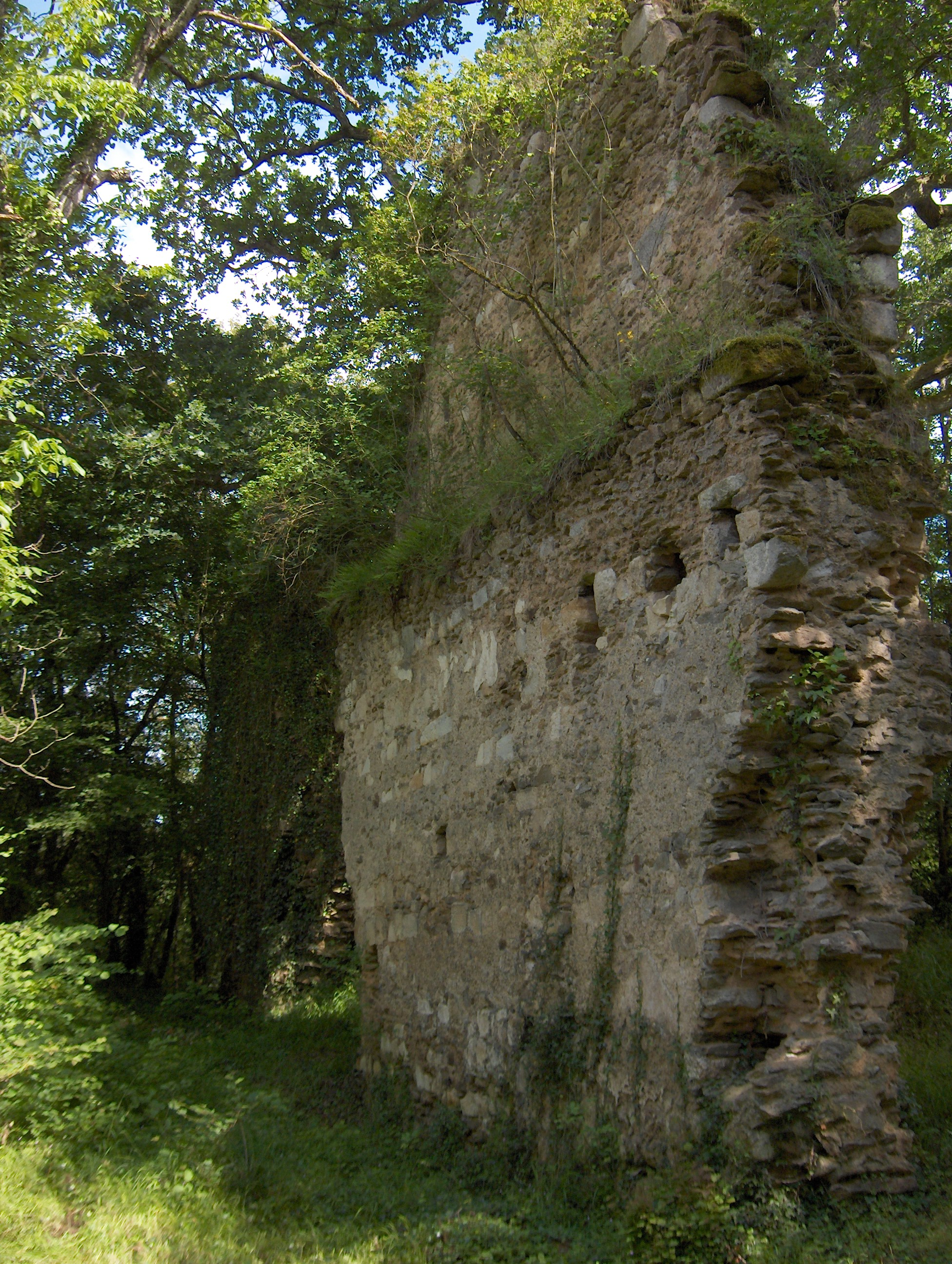
Руины аббатства
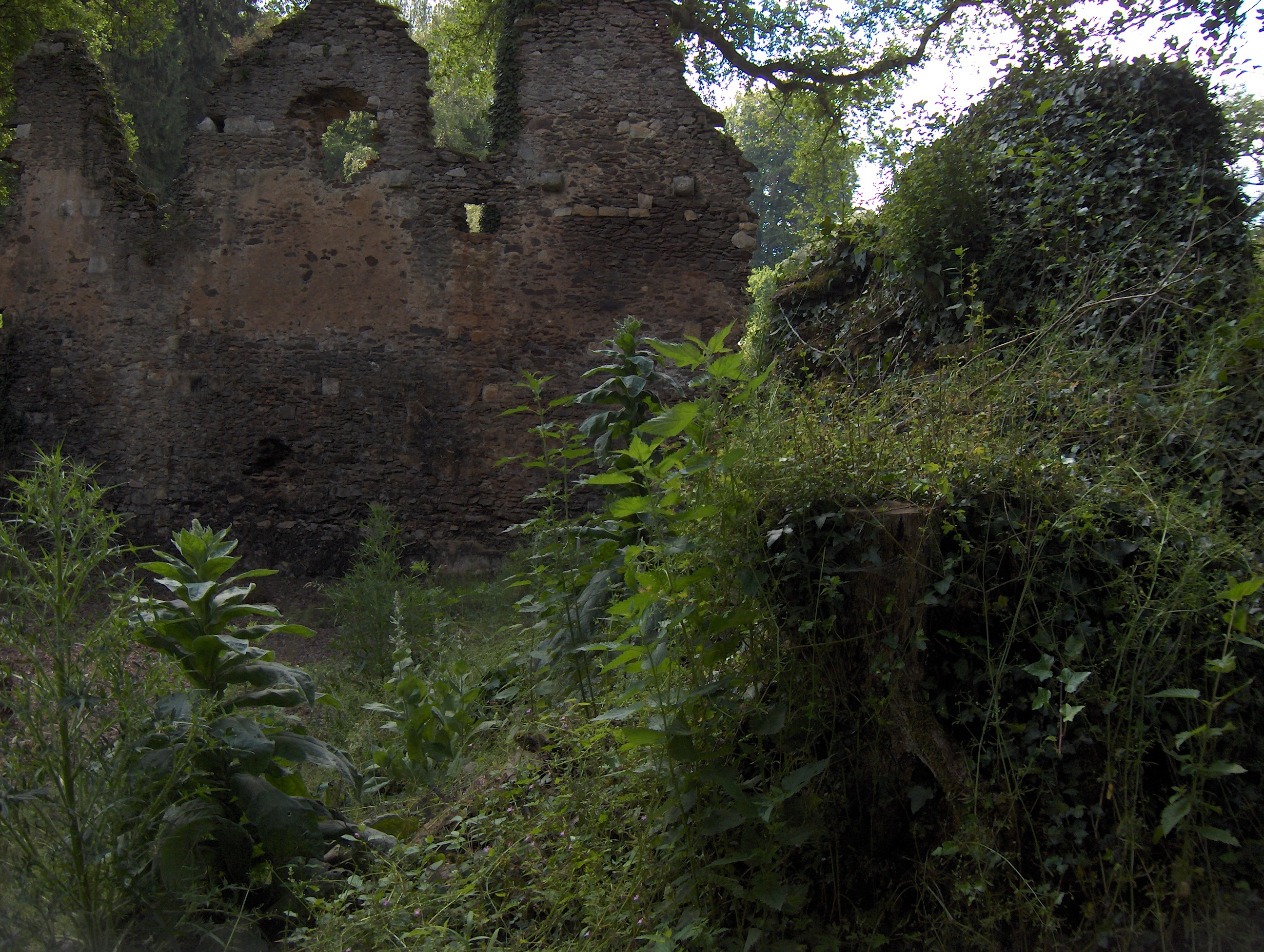
Руины аббатства
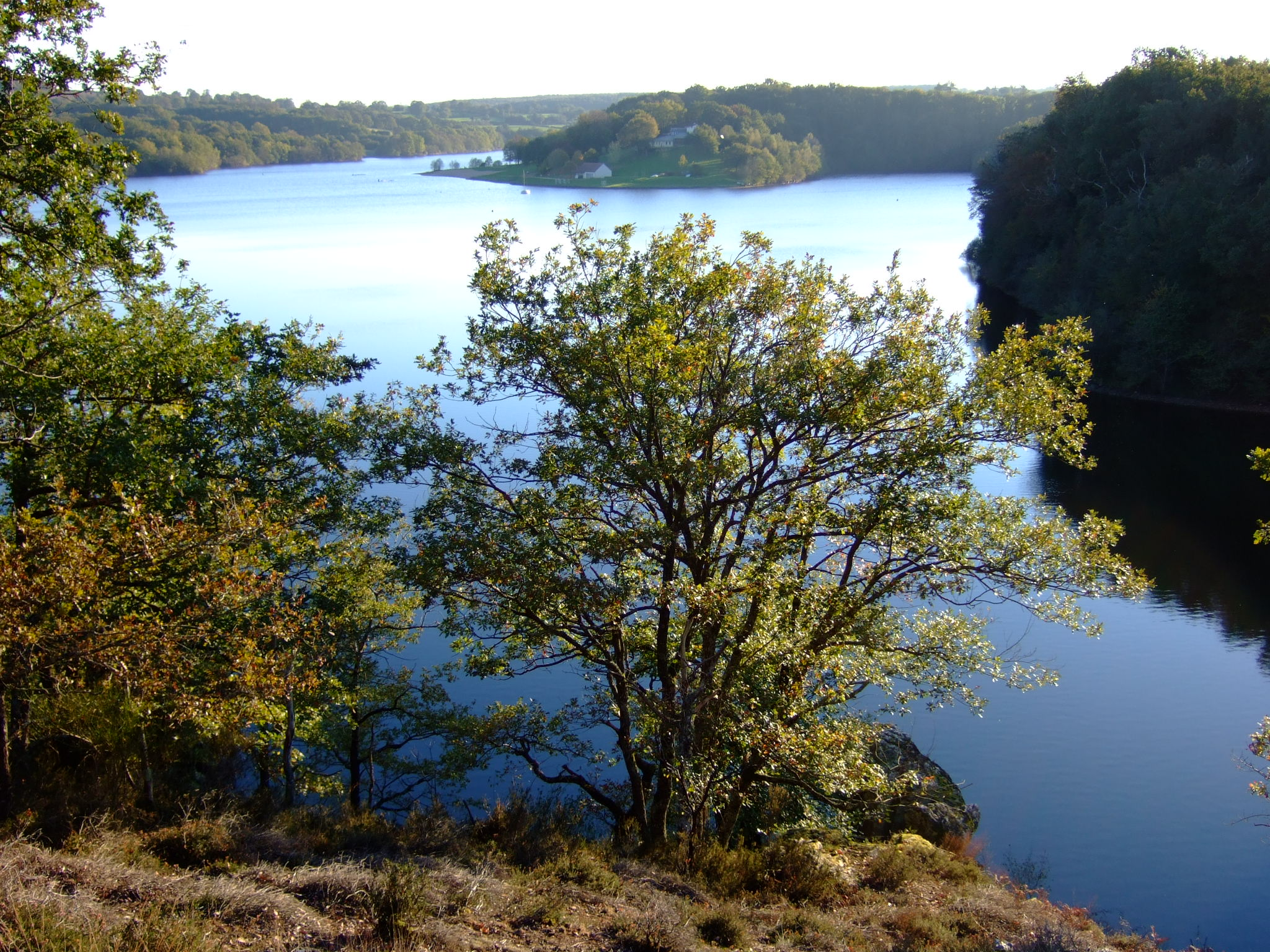
Озеро Сидьяй
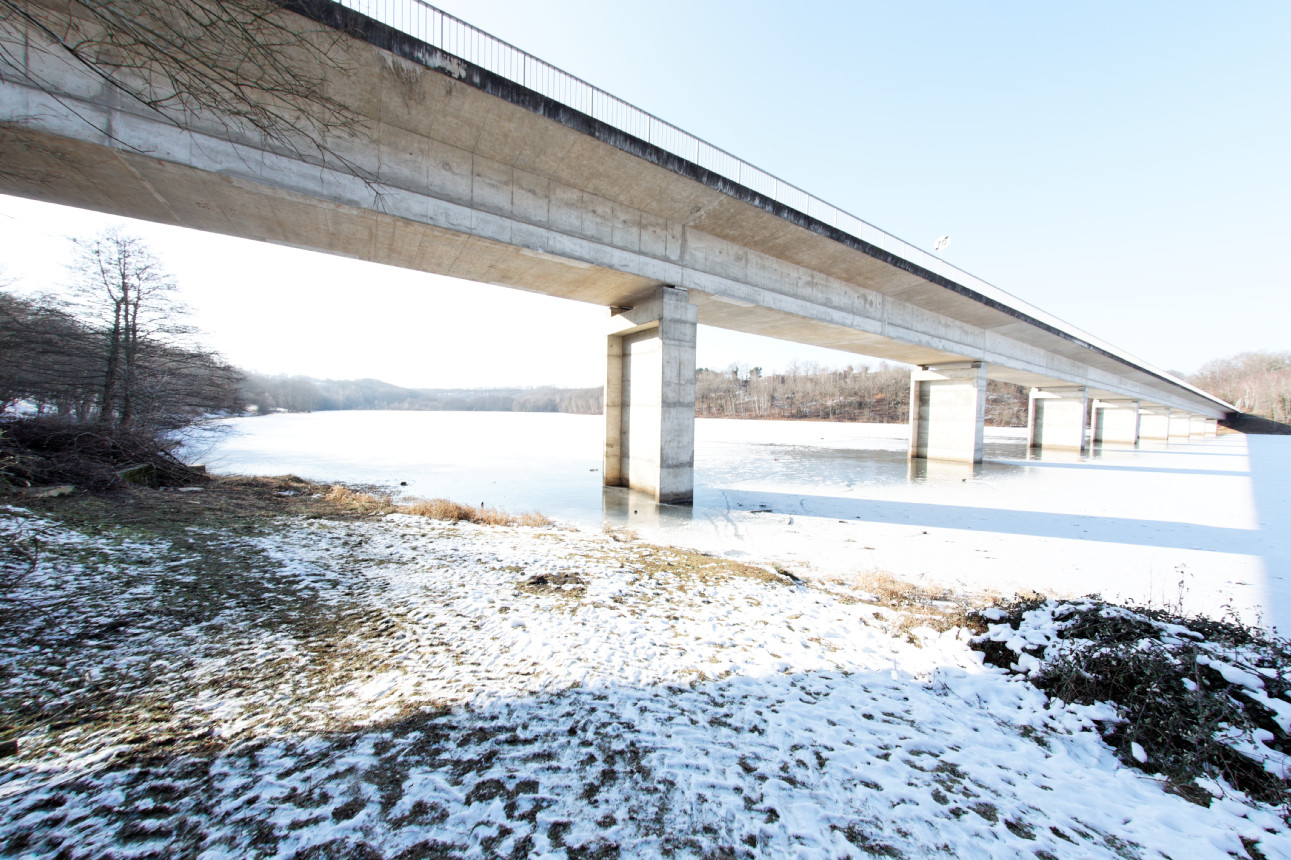
Мост через озеро Сидьяй
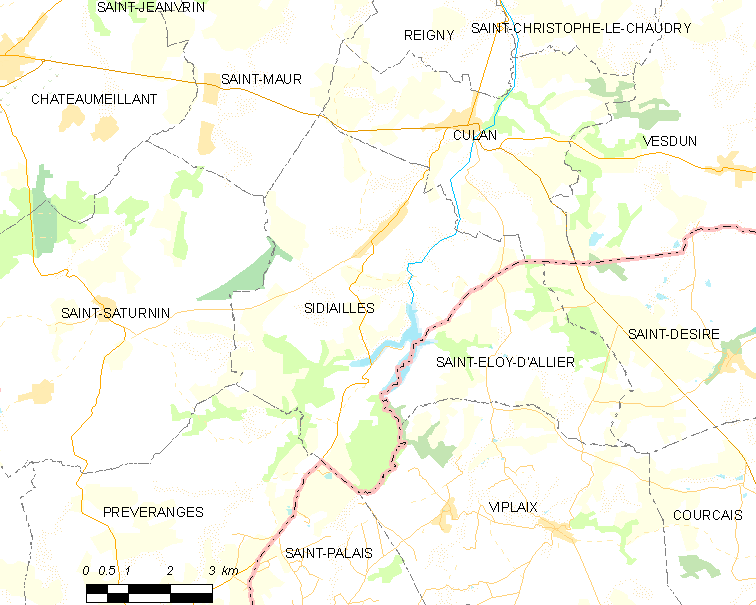
Карта коммуны